# 北方駅 (福岡県)
北方駅（きたがたえき）は、福岡県北九州市小倉南区北方三丁目にある、北九州高速鉄道（北九州モノレール）小倉線の駅。駅舎上には北九州高速1号線が敷設されている。駅番号は「07」。

## 歴史
- 1985年（昭和60年）1月9日：開業[1]。
- 2015年（平成27年）10月1日：ICカード「mono SUGOCA」の利用が可能となる[2]。

## 駅構造
相対式ホーム2面2線を有する高架駅。北九州都市高速1号線と高架を共用するため駅舎内に支柱が建てられており、他の駅とはやや景観が異なる。

### のりば
| 番線 | 路線    | 行先       |
| ---- | ------- | ---------- |
| 1    | ■小倉線 | 企救丘方面 |
| 2    | ■小倉線 | 小倉方面   |

## 利用状況
2019年度の1日平均乗降人員は4,148人である。

## 駅周辺
地元では北九州自動車運転免許試験場を「北方」と通称する慣習があるが、実際の最寄駅は次の競馬場前駅である。このことに関し、企救丘行きのみ車内の自動放送では競馬場前駅が最寄であるアナウンスが流れるほか、駅構内には注意書きが掲示されている。また、北九州市立大学の北方キャンパスの最寄駅も同様である。
- 小倉南区役所
- 福岡県警小倉南警察署
- 国土交通省九州地方整備局北九州国道事務所
- 国立病院機構小倉医療センター
- 北方出入口 - 北九州高速1号線
- 福岡県立北九州高等学校
- 北九州市立小倉南生涯学習センター
- 北九州市立総合療育センター
- 北九州市立北方小学校
- 砥石山天疫神社

## バス路線
駅真下に「北方駅」停留所があり、下記の路線が発着する。
西鉄高速バス
- なかたに号 - 西鉄天神高速バスターミナル方面

西鉄バス北九州
- 北九州空港エアポートバス - 北九州空港方面
- 36 - 志井車庫 / 小倉駅バスセンター・砂津 方面

## 隣の駅
北九州高速鉄道
■小倉線
城野駅(06) - 北方駅(07) - 競馬場前駅(08)